# ジャドヴィル包囲戦 -6日間の戦い-
『ジャドヴィル包囲戦 -6日間の戦い-』は、リッチー・スマイス監督、ケヴィン・ブロドビン脚本による2016年のアクション戦争映画。アイルランドと南アフリカで制作された。デクラン・パワーの著書『The Siege at Jadotville: The Irish Army's Forgotten Battle』（2005年）に基づき、1961年9月のコンゴで行われた国連平和維持活動におけるアイルランド陸軍部隊の役割について描いたものである。
2016年ゴールウェイ映画祭で初上映され、2016年9月にアイルランドで限定的に映画館で公開された 。2016年10月中に、Netflixで世界同時配信され、米国のいくつかのiPicシアターでも上映された 。最優秀監督賞を含む3つの賞を第14回アイルランド映画＆テレビ賞で受賞した。

## あらすじ
映画は、コンゴのパトリス・ルムンバ首相が暗殺され、内戦が勃発するところから始まる。鉱物資源に恵まれたカタンガ州がモイーズ・チョンベの指揮の下で分離独立する中、国連事務総長ダグ・ハマーショルドはコナー・クルーズ・オブライエンを国連平和維持活動の責任者に任命する。ハマーショルドは、私的な意見としてカタンガの危機が潜在的に第三次世界大戦の引き金になる可能性があることをオブライエンに伝え、アイルランド人外交官に攻撃行動を取るよう命じた。
一方、アイルランド陸軍のパット・クインラン司令官は、ジャドヴィル近郊の国連施設に到着したアイルランド人平和維持軍の歩兵中隊を指揮していた。クインランは施設を調査した結果、攻撃を受ける可能性が高いと判断し、部下に塹壕を掘って防御のための戦闘態勢をとるように命令する。
最寄りの町で食料を購入していたクインランは、チョンベ政権に味方する鉱山会社に雇われたフランス人傭兵ルネ・フォークスと出会う。その後、ベルギー人入植者のマダム・ラフォンガニュの屋敷を訪ね、ジャドヴィルには世界で最も豊富なウラン鉱床があることを教えてもらう。
一方、オブライエンは国連軍に、エリザベートヴィルにあるカタンガ人が所有する政府の建物に対する攻撃を開始するように命じた。インドの平和維持軍が市内のラジオ局を占拠しようとしたところ、銃撃と手りゅう弾によって30人の非武装のカタンガ人が殺されてしまう。オブライエンはこの事件を隠ぺいするように命令する。
その報復として、フォークスはジャドヴィルへの攻撃命令を受ける。フォークスの指揮下にあるカタンガ軍と傭兵がアイルランド軍を攻撃し、包囲する。停戦中、フォークスはクインランに降伏を執拗に要求する。
クインランは拒否し、彼の隊はカタンガと傭兵の軍隊によって繰り返し攻撃される。彼らは合計300人の敵兵士を殺し、1,000人の敵兵士を負傷させたが、アイルランド人の死者は0人、負傷者はわずか16人だけだった。
幾度となく繰り返される戦闘の末、アイルランド軍は弾薬が尽きて、フォークの軍隊に降伏せざるを得なくなった。彼らはカタンガの刑務所に約1か月間拘留された後、捕虜交換で解放され、帰国を許された。

## 主要キャスト
※括弧内は日本語吹替。
- パット・クインラン司令官 - ジェイミー・ドーナン（綱島郷太郎）
- コナー・クルーズ・オブライエン - マーク・ストロング（谷昌樹）
- ダグ・ハマーショルド - ミカエル・パーシュブラント（辻親八）
- モイーズ・チョンベ - ダニー・サパーニ
- ジャック・プレンダーガスト軍曹 - ジェイソン・オマラ（青山穣）
- マッケンティー将軍 - マイケル・マケルハットン
- ルネ・フォークス - ギヨーム・カネ（桐本拓哉）
- カーメル・クインラン - フィオナ・グラスコット
- マダム・ラフォンターニュ - エマニュエル・セニエ
- ビリー・”スナイパー”・レディ - サム・キーリー
- ラジオ・オプ - コナー・マクニール
- シャルル・ド・ゴール - リュック・ヴァン・ガンダーベック

## 製作
この映画は、デクラン・パワーのノンフィクション『ジャドヴィルの包囲戦：アイルランド軍の忘れられた戦い』（2005年）に基づいている  。1961年9月のコンゴ動乱の際にアイルランド軍の国連平和維持軍とカタンガ軍が戦ったジャドヴィル包囲戦を描いたものである 。
俳優たちは撮影前に南アフリカでトレーニングキャンプを行った。監督のリッチー・スマイスは、「アクション映画に出てくるような俳優が、銃を持って階上を走るふりをしたり、真剣な表情をしているのを見るのは最悪だ」と語っている。「彼らに現実的な演技をさせるには、兵士としての訓練をするのが一番だと思い、私はそうした。」 
俳優のジェイミー・ドーナンは、本物の退役軍人は「相応の評価を受けていない。実際にはその逆だ。彼らはJadotville Jacksという言葉を手に入れた。彼らはそのことを背負って生きていかなければならず、自分たちの英雄的行為に光が当てられることに感謝している。」 

## 評価
Rotten Tomatoesでは、10件のレビューで支持率60％、平均評価は6.2/10となっている  。
ニューヨーク・タイムズのニール・ガンスリンガーは本作を「手に汗握るドラマ」と評した  。The Hollywood ReporterのKeith Uhlichは、戦場のシーンを「印象的なスペクタクル」と評したが、戦場以外のシーンはそれほどでもなく、結論は「急ぎすぎ」と述べた 。 We Got This CoveredのRobert Yaniz Jr.氏は、本作に70％の評価をつけ、「新境地を開拓したわけではないが、『The Siege of Jadotville』は、政治と戦争の間のしばしば論争の的となる関係を調査した、よく練られた映画製作である」と述べた  。ロサンゼルス・タイムズのRobert Abele氏は50％の評価をつけ、次のように述べている。「A scrappy war flick with a fair amount of combat suspense but a whole lot of clichéd dialogue（かなりの戦闘サスペンスがあるが、陳腐な台詞がたくさんある、粗末な戦争映画)」 

### 称賛
| 賞                         | カテゴリー       | 受賞者               | 結果       |
| -------------------------- | ---------------- | -------------------- | ---------- |
| アイリッシュ映画＆テレビ賞 | 最優秀映画賞     | ジャドヴィル包囲戦   | ノミネート |
| アイリッシュ映画＆テレビ賞 | 最優秀監督賞     | リッチー・スマイス   | 受賞       |
| アイリッシュ映画＆テレビ賞 | 最優秀脚本賞     | ケビン・ブロドビン   | ノミネート |
| アイリッシュ映画＆テレビ賞 | 最優秀主演男優賞 | ジェイミー・ドーナン | ノミネート |
| アイリッシュ映画＆テレビ賞 | 最優秀助演男優賞 | ジェイソン・オマラ   | 受賞       |
| アイリッシュ映画＆テレビ賞 | 最優秀音響賞     | ジャドヴィル包囲戦   | ノミネート |
| アイリッシュ映画＆テレビ賞 | 最優秀VFX賞      | ジャドヴィル包囲戦   | 受賞       |